# 9540 Mikhalkov
9540 Mikhalkov eller 1982 UJ7 är en asteroid i huvudbältet som upptäcktes den 21 oktober 1982 av den rysk-sovjetiska astronomen Ljudmila Karatjkina vid Krims astrofysiska observatorium på Krim. Den är uppkallad efter den rysk-sovjetiske författaren Sergej Michalkov.
Asteroiden har en diameter på ungefär 13 kilometer och tillhör asteroidgruppen Themis.